# Sveta ljubav
"Sveta ljubav" ("Amor divino") foi a canção que representou a Croácia no Festival Eurovisão da Canção 1996 que teve lugar em Oslo, na Noruega, no dia 18 de maio desse ano.
A referida canção foi interpretada em língua croata por Maja Blagdan. Foi a sétima canção a ser interpretada na noite do evento,a seguir à canção maltesa "In a Woman's Heart", cantada por Miriam Christine e antes da canção austríaca "Weil's dr guat got", interpretada por George Nussbaumer. A canção croata terminou em quarto lugar, tendo recebido um total de 98 pontos. No ano seguinte, em 1997,  a Croácia fez-se representar com a canção  "Probudi me", interpretada pela banda E.N.I..

## Autores
| AUTORES                       |
| ----------------------------- |
| *Letrista: Zrinko Tutić       |
| *Compositor: Zrinko Tutić     |
| *Orquestrador: Alan Bejlinski |

## Letra
A canção é uma balada de amor, com Maja apelando ao amor sagrado que lhe dê força.
The song is a love ballad, with the singer pleading "give me strength, holy love".

## Outras Versões
| Outras Versões              |
| --------------------------- |
| * "Divine love" (em inglês) |